# Вангел Стаматов
Вангел Стаматов е бивш български футболист, нападател. Роден през 1943 г. в Габрово. Започва с футбола в местния Янтра и остава в този отбор до края на кариерата си. Със своите 317 мача е рекордьор на клуба.
През 1962 г. е поканен на проби във Вардар (Скопие) по настояване на негови роднини, които живеят в македонската столица. Тренира една седмица с отбора и от ръководството на клуба желаят да го задържат, но той предпочита да се завърне в Янтра. От 1968 г. до края на кариерата си през 1974 г. е капитан на габровския тим.